# アルーナス・ゲルーナス
アルーナス・ゲルーナス（Arūnas Gelūnas、1968年12月13日 - ）は、リトアニアの芸術家で哲学者。また政治家でもある。
リトアニア語に加えて、ロシア語、英語、フランス語、ポーランド語、日本語、ドイツ語の7か国語を話す。

## 経歴

### 学歴
1975年から1986年までカウナス・J・ヤブロンスキス中等学校で学んだ後、1988年から1994年までヴィリニュス芸術アカデミーにて学ぶ。芸術アカデミーで修士号を取得した後、1995年から1997年まで日本の東京芸術大学に留学した。1997年から2001年までヴィータウタス・マグヌス大学で哲学を学び博士号を修得した。博士論文は英語で執筆した。

### 職歴
1997年から2004年までヴィリニュス芸術アカデミーのカウナス芸術学部にて教鞭をとる。2001年から2002年までヴィータウタス・マグヌス大学哲学部助手。2002年から2003年までヴィリニュス芸術アカデミー・カウナス芸術学部副学部長を務め、2003年から2004年まで同学部学部長。また、2000年からヴィリニュス大学東洋学センターの客員講師も務めた。2004年、ヴィリニュス芸術アカデミーの副学長に就任した。
2009年、リトアニアと日本の建築家によるイベント「イースト・イースト」にも関わった。
2010年から2012年までリトアニアの文化大臣を務めた。2012年から2016年までユネスコ・リトアニア政府代表部大使を務めた。2016年10月、国会議員選挙にリトアニア共和国自由運動から立候補し当選。11月14日、国会議員に就任した。

## 芸術家として
1994年以降、リトアニアをはじめフランス、ドイツ、日本、ベルギー、スウェーデン、ポーランド、エストニアでの展示に関わっている。個展は1997年にカウナスと東京で開かれた。カウナスではその後1998年、1999年、2000年にも個展が開かれている。